# Obléhání Paříže (1358)
Obléhání Paříže uskutečnil v roce 1358 dauphin Karel V. během stoleté války. Jeho snahou bylo získat zpět Paříž ovládanou Karlem II. Navarrským a Étiennem Marcelem. Obléhání skončilo vstupem Karla V. do města.

## Historický kontext
Po porážce u Poitiers a zajetí krále Jana Dobrého přijel dauphin Karel do Paříže, aby svolal generální stavy. Ty měly hlasovat o vojenské podpoře a vysvobození zajatého krále. Generální stavy přislíbily díky pařížskému prévôtovi Étiennu Marcelovi finanční prostředky na vydržování 30 000 mužů. Za to požadovali soudní proces s královskými poradci, propuštění Karla Špatného a vytvoření poradního sboru 36 členů, který měl pomáhat dauphinovi při jeho vládnutí. Tyto požadavky dauphin přijal, protože se zdálo, že Angličané budou brzy před hradbami Paříže. 

## Příprava na obranu města
Obranou města byl pověřen Étienne Marcel. Na severu byly rozšířeny městské hradby Filipa II. Augusta. Od Arsenalu vedly hradby ve směru kanálu Saint-Martin k Rue Saint-Antoine, následovaly zhruba současné velké bulváry a končily nedaleko Louvru na břehu Seiny. Na jižní straně byly opraveny zničené zdi, opevněny brány a před hradbami byly vykopány hluboké příkopy, do kterých byla ze Seiny svedena voda. Hradby byly všude zdvojeny parapety a cimbuřím, lemované 750 strážními věžemi, balistami a dalšími zbraněmi. Uvnitř města byly nataženy velké řetězy doplněné kameny, trámy a sudy, které měly případně bránit nepříteli postupu městem.

## Situace ve městě
Zatímco Étienne Marcel nechal opevňovat město proti Angličanům, pařížské měšťanstvo začalo být nespokojeno s dauphinem. Navíc navarrský král Karel 9. listopadu 1357 uprchl ze svého vězení v Arleux a mezi Pařížany měl podporu. 30. listopadu promluvil Karel II. k Pařížanům v Pré-aux-Clercs. Pod tlakem popularity byl dauphin Karel nucen se smířit s navarským králem Karlem.
Na počátku ledna 1358 dauphin Karel povolal do Paříže 2000 mužů pod záminkou ochrany města před hordami, které pustošily a drancovaly zemi. Pařížané viděli v těchto přípravách nepřátelský záměr a zradu. Ozbrojili se a začali stavět barikády. Étienne Marcel prosazoval reformu vlády založenou na principech kolektivního rozhodování. Nicméně nenašel podporu ani u ostatních měst, která žárlila na pozici hlavního města, ani u šlechty, která začala otevřený boj s měšťanstvem. Mezitím dauphin s podporou otce Jana zrušil všechny vynucené ústupky a rozhodl se k odporu.
Na druhou stranu nová Londýnská smlouva, která přiznala třetinu francouzského území Anglii, uvrhla Francii do občanské války. 22. února 1358 shromáždil Étienne Marcel u kostela sv. Eligia 3000 mužů a po signálu kostelních zvonů zaútočil na královský palác. Marcel v čele povstání zajme dauphina. Dva jeho poradci, Robert Clermont, maršál Normandie a Jean de Conflans, maršál Champagne, byli zmasakrováni a jejich těla vhozena na dvůr za potlesku davu. Dauphin se poté poddal pod ochranu Marcela. Ale Marcelův triumf byl krátkodobý. Dauphinovi se podařilo uniknout, shromáždil armádu a oznámil svůj úmysl pomstít se Pařížanům, kteří pak vyzvali navarrského krále k pomoci. V dubnu se město začalo připravovat na bitvu.
Karel Špatný přijel do Paříže 14. června a byl jmenován velitelem. Ale místo toho, aby bojoval proti dauphinovi, začal s ním vyjednávat, zatímco se jeho žoldnéři dopouštěli různých excesů. Podráždění Pařížané žoldnéře napadli a několik jich zabili. Když se pokusili o výpravu do Bois de Boulogne, kde byli usazeni lupiči, pařížští vojáci utrpěli krvavou porážku. Navarrský král byl nucen opustit Paříž a Étienne Marcel byl obviněn ze zrady. Ve městě proti němu vznikla opozice, která se obrátila na dauphina. Ten slíbil amnestii za podmínky, že Étienne Marcel bude zatčen. Tím začal ve městě rozkol. Poslední nadějí prévôta bylo doporučit Paříži navarrského krále. Ale měšťané podporující dauphina zabili Étienna Marcela a jeho 54 společníků, když se měl prévôt setkat u Porte Saint-Antoine s navarrským vojskem 31. července 1358.

## Následky
O tři dny později, 2. srpna, se dauphin vrátil do Paříže a nechal popravit velké množství příznivců Étienna Marcela a navarrského krále. Tím skončil první pokus o sestavení vlády ve Francii. Karel Špatný v odvetě vyplenil Saint-Denis a okolí Paříže. Navarští žoldnéři pak ustoupili do svých pozic v údolí Seiny, kde se usadili Angličané a ovládli oblast a říční dopravu. Společně se pokusili podlomit Paříž tím, že ovládli Melun, který kontroloval Seine proti proudu od hlavního města, Creil na Oise a La Ferté-sous-Jouarre na Marně. Pod kontrolou Angličanů a Navarrských bylo přes 60 míst v Île-de-France. Dauphin neměl prostředky k dobytí všech, ale oblehl Melun. Karel Navarrský se setkal s dauphinem v Pontoise 19. srpna, kde se dohodl, že se stáhne. Přesto jeho vojska neopustila všechny ovládané pevnosti a i nadále plenila zemi.